# When the Blood Calls
When the Blood Calls è un cortometraggio muto del 1913 diretto da Frank Montgomery.

## Produzione
Il film fu prodotto dalla Nestor Film Company. Venne girato a Providencia Ranch, nelle Hollywood Hills, a Los Angeles.

## Distribuzione
Distribuito dall'Universal Film Manufacturing Company, il film - un cortometraggio di una bobina - uscì nelle sale cinematografiche USA il 20 agosto 1913.